# Dave Sullivan (boxe anglaise)
Dave Sullivan est un boxeur irlandais né le 10 mai 1877 à Knocknanaff et mort en 1929.

## Carrière
Passé professionnel en 1895, il devient champion du monde des poids plumes le 26 septembre 1898 après sa victoire au 5e round contre Solly Smith. Sullivan perd son titre dès le combat suivant face au canadien George Dixon le 11 novembre 1898. Il met un terme à sa carrière en 1905 sur un bilan de 29 victoires, 12 défaites et 17 matchs nuls.